# Nelson Rebolledo
Nelson Arnaldo Rebolledo Tapia (Rancagua, 14 novembre 1985) è un calciatore cileno, difensore del Santiago Wanderers.

## Caratteristiche tecniche
È un terzino sinistro.

## Palmarès

### Nazionali
- Campionato cileno: 1

Universidad de Chile: 2011 (A)
- Coppa del Cile: 1

Universidad de Chile: 2012-2013
Deportes Iquique: 2013-2014
- Primera B (Cile): 1

Curicó Unido: 2016-2017

### Internazionali
- Coppa Sudamericana: 1

Universidad de Chile: 2011